# ミッシェル・ワイルド
ミッシェル・ワイルド（Michelle Wild、本名：Katalin Vad  ハンガリー語：Vad Katalin、1980年1月16日 - ）は、ハンガリー・ブダペスト市出身の元ポルノ女優。身長163cm、スリーサイズはB90cm、W61cm、H91cm。

## 経歴
ストリッパーとして活躍後2001年にデビュー、欧州・アメリカでトップ女優として活躍。2004年に結婚し一女をもうけ、翌2005年にポルノ業界から引退した。現在は地元TV局のソープ・オペラにレギュラー出演している。
2003年にニッキー・ベルッチと共に来日し、トータル・メディア・エージェンシーの「コスプレ・インターナショナル」に出演した。